# Прончатов Іван Миколайович
Іва́н Микола́йович Пронча́тов (*18 березня 1918, Лобаскі, тепер Ічалковського району Мордовії — †19 червня 2000, Саранськ) — ерзянський поет, журналіст. Перекладач з української літератури. Учасник Другої світової війни. 

## Біографія
Закінчив Мордовський державний педагогічний інститут ім. Полєжаєва (1949), аспірантуру Літературного інституту імені О. М. Горького (1954).
У довоєнні роки працював учителем у сільських школах Мордовської АРСР. Після Другої світової війни — журналіст, редактор Мордовського книжкового видавництва; робітник та майстер на саранському заводі «Резинотехніка».

## Літературна творчість
Вірші ерзянською мовою почав писати і оприлюднювати рано, ще з 16-річного віку. Перша збірка віршів «Васень цвет» («Першоцвіт») вийшла 1939 (Саранськ).
Вірші, написані в 1960—1970-х роках, відображають військовий досвід людини: збірка «Стройсэ» («В строю», 1951), «Сэняжа» («Синь», 1967), «Жернова» (1971).
Вірші друкувалися також у московитських журналах «Москва», «Волга», щотижневику «Литературная Россия» — московською мовою.

## Праці
- На большом базаре… // Литературная Россия. — 1971. — 14 апр.
- Учи пельдень шкасьєрявикс вал… // Сятко. — 1992. — № 7.